# Staande Mastroute
De Staande Mastroute is een vaarroute van het zuidwesten naar het noordoosten van Nederland over binnenwater. Hij is vooral bedoeld voor zeilschepen met een mast van maximaal dertig meter die niet gestreken kan worden. De maximum scheepsbreedte in de westelijke route via Haarlem wordt bepaald door de Kaagbrug (A44 snelweg) die een overspanning heeft van 8.00 meter.
De route loopt van de Zeeuws-Zuid-Hollandse delta via het IJsselmeer naar de Waddenzee bij Lauwersoog of de Eems in de provincie Groningen. De route is ook van belang voor het transport van hoge, uitzonderlijke deklasten, zoals installaties en constructies. Op de route tussen Breskens en Delfzijl liggen zeven sluizen en 37 bruggen, waarbij de afspraken over bedieningstijden een wezenlijk onderdeel zijn van de route.
Het zuidelijk deel gaat van de Westerschelde of de Oosterschelde naar het Hollands Diep en via Dordrecht, Gouda en Alphen aan den Rijn naar Amsterdam. Door Amsterdam vaart men alleen 's nachts: het nachtkonvooi. Het noordelijk deel gaat van het IJsselmeer via Lemmer, Leeuwarden, Dokkum en Groningen naar Delfzijl. Door Zuid- en Noord-Holland lopen alternatieve routes.

## Zuidelijk deel
Het zuidelijk deel van de route loopt langs:
- Westerschelde
  - Kanaal door Walcheren → Veerse Meer → Oosterschelde
  - Kanaal door Zuid-Beveland → Oosterschelde
- Roompotsluis (lager dan 20 meter) → Oosterschelde
- Oosterschelde
- Keeten - Mastgat - Zijpe
- Krammer
- Volkerak → Hollands Diep
- Goereesesluis → Deltageul → Haringvliet → Hollands Diep
- Hollands Diep (Willemstad)
- Dordtsche Kil
- Oude Maas (Dordrecht)
- Noord (Rotterdam) →  Hollandsche IJssel
- Nieuwe Waterweg → Scheur → Nieuwe Maas →  Hollandsche IJssel
- Hollandsche IJssel (Gouda)
- Gouwe
- Oude Rijn (Alphen aan den Rijn)
- Woudwetering (Woubrugge)
- Braassemermeer (Oude Wetering)
- Ringvaart van de Haarlemmermeerpolder (Aalsmeer)
- Nieuwe Meer
- Schinkel, Kostverlorenvaart, Kattensloot, Singelgracht, Westerkanaal (Amsterdam) (nachtkonvooi)
- Oude Houthaven
- Het IJ (Amsterdam)
- IJsselmeer

### Westelijke variant Noord-Holland
Er is een westelijke alternatieve route vanaf Oude Wetering over Haarlem naar Amsterdam:
- Oude Wetering
- Ringvaart van de Haarlemmermeerpolder (De Kaag, Lisse)
- Spaarne (Haarlem, Spaarndam)
- Zijkanaal C
- Noordzeekanaal (Buitenhuizen)
- Het IJ (Amsterdam).

### Westelijke variant Zuid-Holland
Voorts is er in Zuid-Holland een westelijke variant ("bypass") vanaf Alphen aan den Rijn over Leiden naar De Kaag:
- Oude Rijn (Leiden)
- Zijl (Warmond)
- Kagerplassen (De Kaag)
- Ringvaart van de Haarlemmermeerpolder (Lisse).

## Noordelijk deel
Het noordelijk deel loopt langs:
- IJsselmeer (Lemmer)
- Prinses Margrietkanaal (Leeuwarden)
- Dokkumer Ee (Dokkum)
- Dokkumer(groot)diep
- Lauwersmeer
- Zoutkamperril (Zoutkamp)
- Reitdiep
- Van Starkenborghkanaal (Groningen)
- Eemskanaal (Delfzijl)